# Ануфриев, Георгий Александрович
Георгий Александрович Ануфриев (1943—2017) — крупный российский энтомолог, специалист по систематике цикадовых. Автор более 230 научных публикаций.

## Биография
Родился в городе Горьком в семье водолаза и домохозяйки. Полгода семья прожила в Баку. В 1965 году, окончив Горьковский университет, на некоторое время приезжал во Владивосток. Посещал Приморье ещё дважды, учась в аспирантуре. Экспедиции охватывали Крым, Урал, Хибины, Поволжье, Среднюю Азию, Забайкалье, Дальний Восток (Сихоты-Алинь и Кедровую Падь). В 1975 году защитил диссертацию по цикадовым Курильских островов. В 1985 году защитил докторскую диссертацию по теме «Состав, эколого-географические особенности и основные этапы истории фауны цикадок (Homoptera, Auchenorrhyncha, Cicadellidae) Приморского края». Возглавлял кафедру зоологии Нижегородского университета. Под его руководством защищено 15 кандидатских диссертаций. Описал более 150 видов, 30 родов и подродов. Ряд таксонов цикадовых названы в его честь. Скончался от инсульта.

## Основные труды
- Ануфриев Г.А., Абраменко С.Г. Цикадовые (Homoptera, Auchenorrhyncha) Мордовского заповедника // Тр. Мордов. гос. заповедника. – 1974. – Т. 6. – С. 104-120.
- Ануфриев Г.А. Ландшафтно-фаунистический комплекс цикадок (Homoptera, Cicadellidae) Приханкайской лесостепи // Актуальные вопросы зоогеографии. – Кишинев, 1975. – С. 11-12.
- Ануфриев Г.А. Цикадки Приморского края (Homoptera, Auchenorchyncha, Cicadellidae) // Тр. Всесоюз. энтомол. о-ва. – 1978. – Т. 60. – С. 1-216.
- Ануфриев Г.А., Воловик М.Г., Шарыгин Г.А. Основные итоги фаунистических, прикладных и биоценотических исследований по жесткокрылым Горьковской области (Insecta, Coleoptera) // Наземные и водные экосистемы. – Горький, 1981. – Вып. 4. – С. 79-94.
- Ануфриев Г.А., Емельянов А.Ф. Подотряд Cicadinea (Auchenorrhyncha) – Цикадовые // Определитель насекомых Дальнего Востока СССР. – Л., 1988. – Т. 2. – С. 12-495.
- Ануфриев Г.А., Кириллова В.И. Цикадовые (Homoptera, Cicadina) Чувашской Республики: Опыт анализа фауны. – Чебоксары, 1998. – 176 с.
- Ануфриев Г.А. О фауне цикадовых (Insecta, Homoptera, Cicadina) Таловской степи (Оренбургская область) // Степи Северной Евразии: Материалы IV междунар. симпоз. – Оренбург, 2006. – С. 68-70.
- Ануфриев Г.А. Фауна и население цикадовых (Insecta, Homoptera, Cicadina) Южно-Уральского государственного заповедника // Тр. Юж.-Урал. ГПЗ. – 2008. – Вып. 1. – С. 127-142.
- Ануфриев Г.А. Материалы по фауне цикадовых (Homoptera, Cicadina) Джаныбекского стационара и прилегающих территорий // Арид. экосистемы. – 2010. – Т. 16, вып. 5, ч. 45. – С. 129-140.
- Галиничев А.В., Ануфриев Г.А. Материалы к фауне цикадовых (Homoptera, Cicadina) музея-заповедника «Аркаим» (Челябинская область) // Арид. экосистемы. – 2012. – Т. 18, вып. 2, ч. 51. – С. 74-82[3].